# InterContinental Paris Le Grand
 (avril 2023).
Le Grand Hôtel, connu aujourd'hui sous l'enseigne commerciale InterContinental Paris le Grand, est un hôtel de luxe situé à côté de l'opéra Garnier aux 2 rue Scribe et 12 boulevard des Capucines dans le 9e arrondissement de Paris. L'établissement est classé cinq étoiles d'Atout France le 21 février 2017.

## Histoire

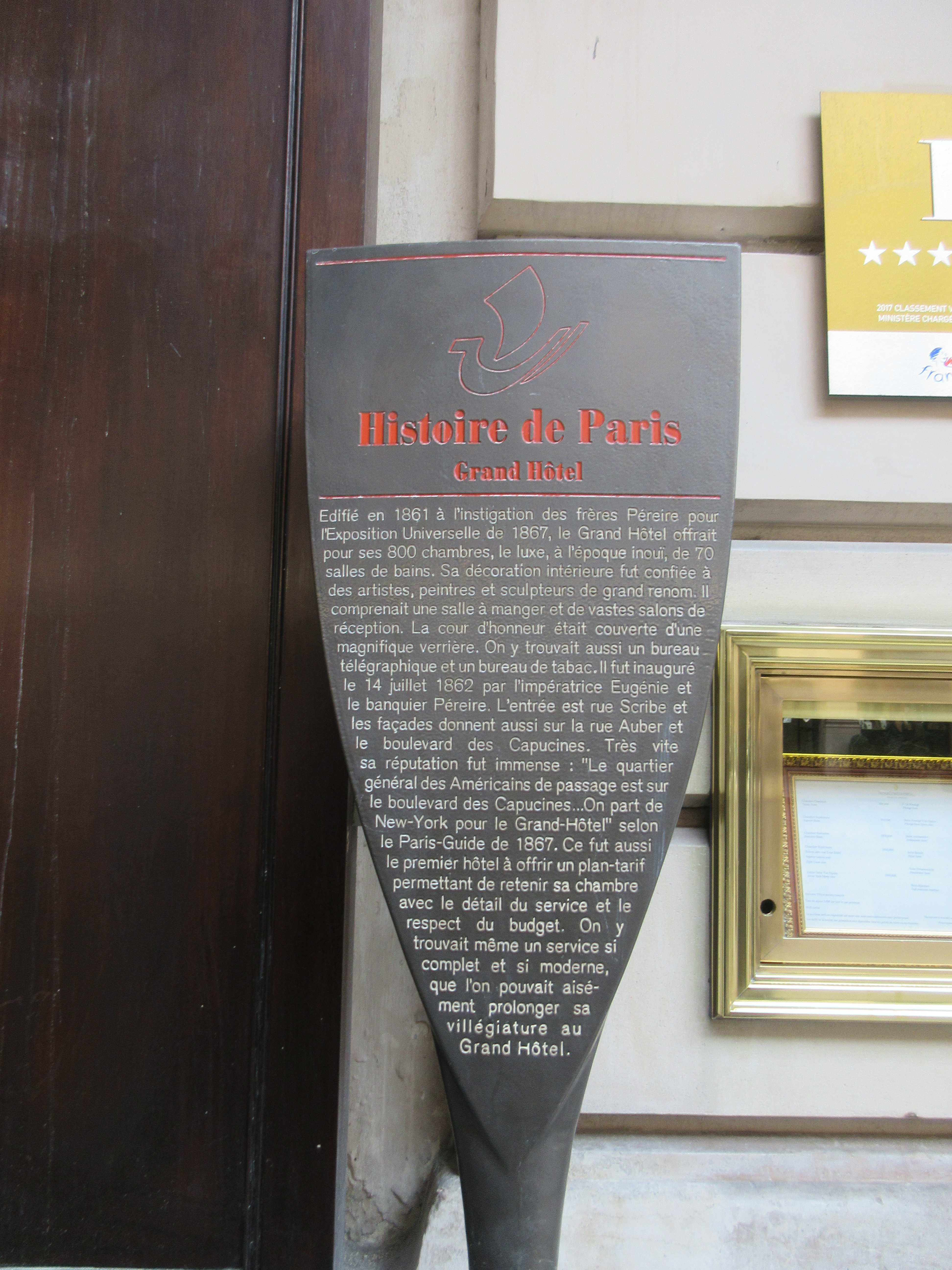
Panneau Histoire de Paris.

Le Grand Hôtel est construit entre 1861 et 1862 en prévision de l'Exposition universelle de 1867. Les travaux ont été financés par une société fondée par les frères Pereire, Isaac et Émile. Le palace est inauguré en grande pompe par l'impératrice Eugénie, avec son restaurant le café de la Paix, le 5 mai 1862,.
Dès son ouverture officielle le 30 juin 1862, l’établissement devient rapidement un carrefour de la vie artistique, en accueillant comédiens, musiciens, écrivains, peintres et représentants des courants créatifs les plus novateurs de l’époque. Victor Hugo y organise des banquets et Émile Zola y situe la mort de Nana, son héroïne, dans une chambre du quatrième étage,. Son célèbre café de la Paix accueille certaines des premières projections du cinématographe et devient le quartier général des plus grands hommes de plume : Maupassant, Oscar Wilde ou encore Marcel Proust.

### Restructuration du quartier de l'Opéra
La construction de l'hôtel est liée aux transformations de Paris sous le Second Empire et les différentes opérations immobilières et spéculatives nées de la restructuration du quartier de l'Opéra initiée par le préfet de la Seine, le baron Haussmann, à la demande de Napoléon III. Cette restructuration de l'espace parisien a entraîné le percement de l'avenue de l'Opéra, qui part du palais du Louvre, de l'hôtel du Louvre et de la place du Théâtre-Français, va en ligne droite jusqu'à l'Opéra construit par Charles Garnier et la place construite devant. La rue Auber relie la place de l'Opéra à la rue du Havre et la gare Saint-Lazare. Le boulevard des Capucines, tracé perpendiculairement à l'avenue de l'Opéra, relie l'église de la Madeleine aux grands boulevards. La rue Scribe délimite le troisième côté du triangle, tronqué par la place de l'Opéra, à l'intérieur duquel a été construit le Grand Hôtel.

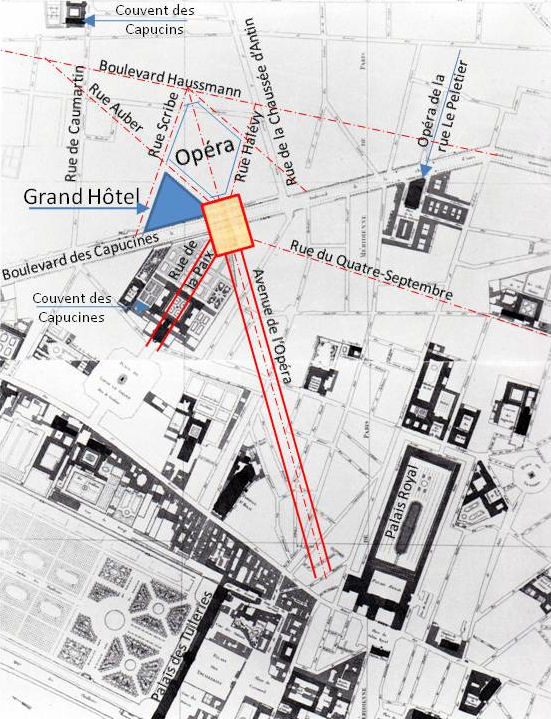
Nouvelles rues autour de l'Opéra.

L'Opéra de Paris est l'épicentre de ce nouveau quartier avec le percement de la rue de la Paix qui conduit à la place Vendôme, la rue du Quatre-Septembre menant à la place de la Bourse, le boulevard Haussmann reliant la place de l'Étoile aux grands boulevards et la rue La Fayette permettant d'aller de l'arrière de l'opéra à la gare du Nord.

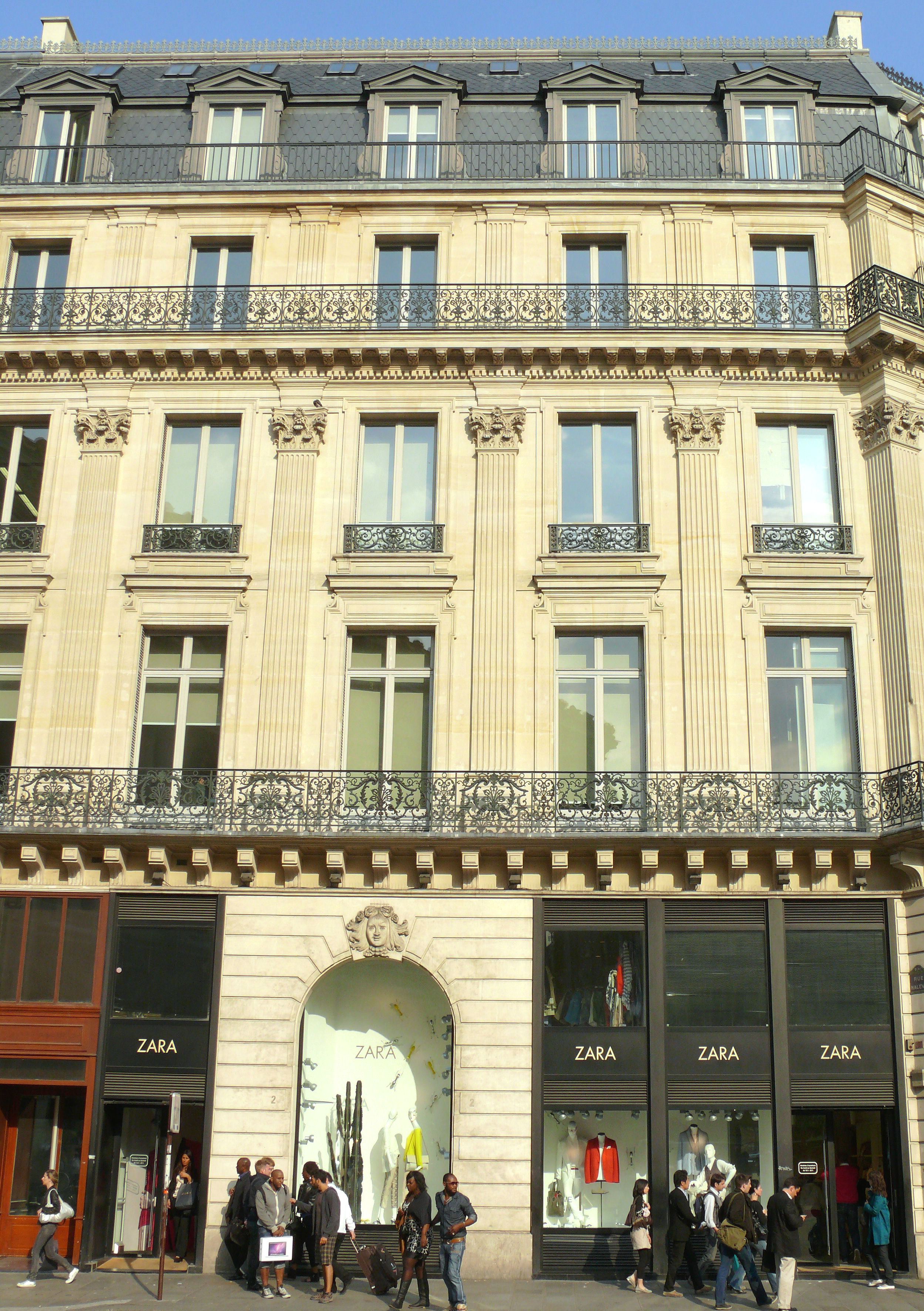
Façade-type définie dans le décret de 1860.

Le décret du 29 septembre 1860 fixe le tracé des voies autour du futur opéra (rue Auber, rue de Mogador, rue Scribe, rue Gluck, rue La Fayette, rue Halévy). Ce décret impose aussi des façades rectilignes et uniformes, mais s'il dessine la place de l'Opéra, il ne prévoit pas encore l'avenue de l'Opéra bien qu'elle ait été envisagée dès l'enquête publique faite entre le 15 avril et le 15 mai 1860 (commencée par ses deux extrémités en 1868, elle n'a été terminée qu'en 1878). Le modèle de façade proposé dans cette enquête adoptant un ordre de pilastres colossaux a longtemps été attribué à l'architecte Charles Rohault de Fleury à partir d'une ébauche de sa main. Mais l'historien Christopher Mead a retrouvé une lettre de l'architecte critiquant ce dessin. On pourrait donc en attribuer la paternité à Alfred Armand, d'autant qu'il utilisait déjà ce dessin pour des réalisations avant 1860, à moins que ce soit le résultat d'une discussion à l'intérieur d'un comité chargé des alignements. Ce type de colonnade a déjà été utilisé dès 1854 par Jacques Ignace Hittorff autour de la place de l'Étoile et par Gabriel Davioud en 1858 place Saint-Michel.
Les frères Pereire ont été les promoteurs de la ligne de chemin de fer de Paris à Saint-Germain-en-Laye. Cette ligne, commencée en 1836, a été inaugurée le 26 août 1837. L'exploitation de la ligne est une concession qui a été adjugée à M. Rothschild. En 1839, c'est la ligne reliant Paris à Versailles appartenant aussi aux frères Pereire qui est mise en service. Après la construction de la ligne de chemin de fer de Paris à Rouen et Le Havre par des investisseurs et des constructeurs anglais, en 1843, la gare Saint-Lazare assure la tête de la ligne vers la Normandie. Elle va constamment être modifiée et agrandie en même temps qu'augmente son trafic, jusqu'au projet de Juste Lisch réalisé entre 1885 et 1889. Alfred Armand, qui est l'architecte des frères Pereire, en assure la construction puis transformation en 1867 pour l'Exposition universelle. Cette nouvelle gare n'avait pas d'accès direct à la rue Saint-Lazare et la place disponible ne permettait pas d'y installer un hôtel pour y recevoir les voyageurs. Cela n'a été possible qu'en 1885.
Le couvent des Capucines avait été saisi à la Révolution. Bien que l'église réalisée par François II d'Orbay ait été de grande qualité, elle est détruite en 1806 pour réaliser la rue de la Paix. La partie située au sud du boulevard des Capucines est lotie.
Dans le cadre de la concurrence à laquelle se livrent les frères Pereire avec James de Rothschild, alors qu'ils sont déjà propriétaires des terrains de la Plaine-Monceaux, ils achètent des terrains au nord du boulevard des Capucines, près de la place de l'Opéra, en 1853. Ils vont faire un emprunt de onze millions de francs auprès du Crédit foncier pour réaliser leurs projets somptueux visant à créer un quartier du luxe autour de l'opéra. On peut constater la différence des approches des frères Pereire avec celle de Rothschild en comparant les constructions des premiers autour de l'Opéra et les constructions du boulevard de Magenta dont l'opération est contrôlée par la banque Rothschild et leur architecte Jacques Hittorff. À la demande de Napoléon III, cette opération autour de l'Opéra est voulue prestigieuse par les frères Pereire. Ils font transformer le projet pour assurer sa liaison avec la gare Saint-Lazare et le quartier de la Plaine Monceau qui appartiennent à des sociétés qu'ils contrôlent.

### Construction de l'hôtel

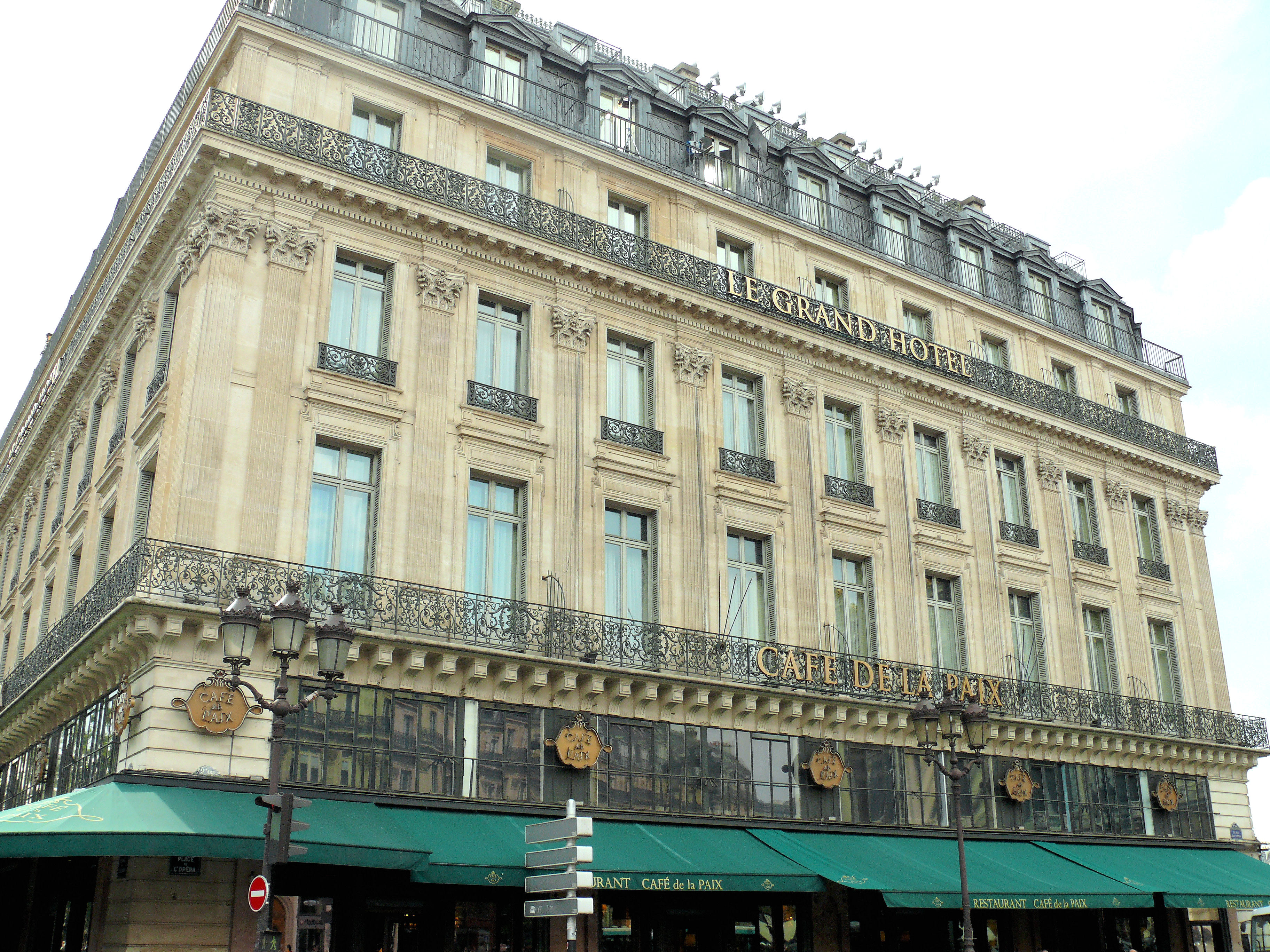
Le Grand Hôtel vu de la place de l'Opéra.

Dès 1853, les frères Pereire — que les idées saint-simoniennes rendaient proche de l'empereur Napoléon III — avaient commencé des achats de terrain dans le futur quartier par l'intermédiaire de leur Compagnie des Immeubles et de l'Hôtel de la rue de Rivoli, contrôlée par le Crédit mobilier.
En 1855, Alfred Armand avait déjà construit pour les frères Pereire le Grand hôtel du Louvre qui s'inspirait du modèle « américain » sans équivalent à Paris.
En 1859, les frères Pereire transforment la compagnie en Compagnie immobilière de Paris et font un emprunt de onze millions de francs auprès du Crédit foncier de France.
L'opération de l'Opéra va subir un contrecoup d'un changement de ministre. Achille Fould, ministre d'État chargé de l'opération, est remplacé le 23 novembre 1860 par le comte Walewski. Le projet, qui avait été confié à l'architecte Charles Rohault de Fleury et qui avait proposé les plans le 12 décembre, lui est retiré. Cette décision va entraîner celle d'ouvrir un concours d'architectes.
La construction du Grand Hôtel débute quand les discussions autour de l'Opéra, de la place et des rues sont suffisamment avancées pour qu'elles n'aient pas de conséquence sur le projet. Il est implanté sur une surface occupant l'intégralité d'un îlot délimité par la place de l'Opéra, le boulevard des Capucines, la rue Scribe et la rue Auber.
Sa construction commence en avril 1861. Il s'élève très rapidement. L'hôtel est inauguré par l'impératrice Eugénie le 5 mai 1862 au bras d'Émile Pereire. Elle quitte l'hôtel en lui disant : « C'est exactement comme chez moi ; je me suis crue à Compiègne ou à Fontainebleau ».
L'hôtel est ouvert à la clientèle le 30 juin 1862.

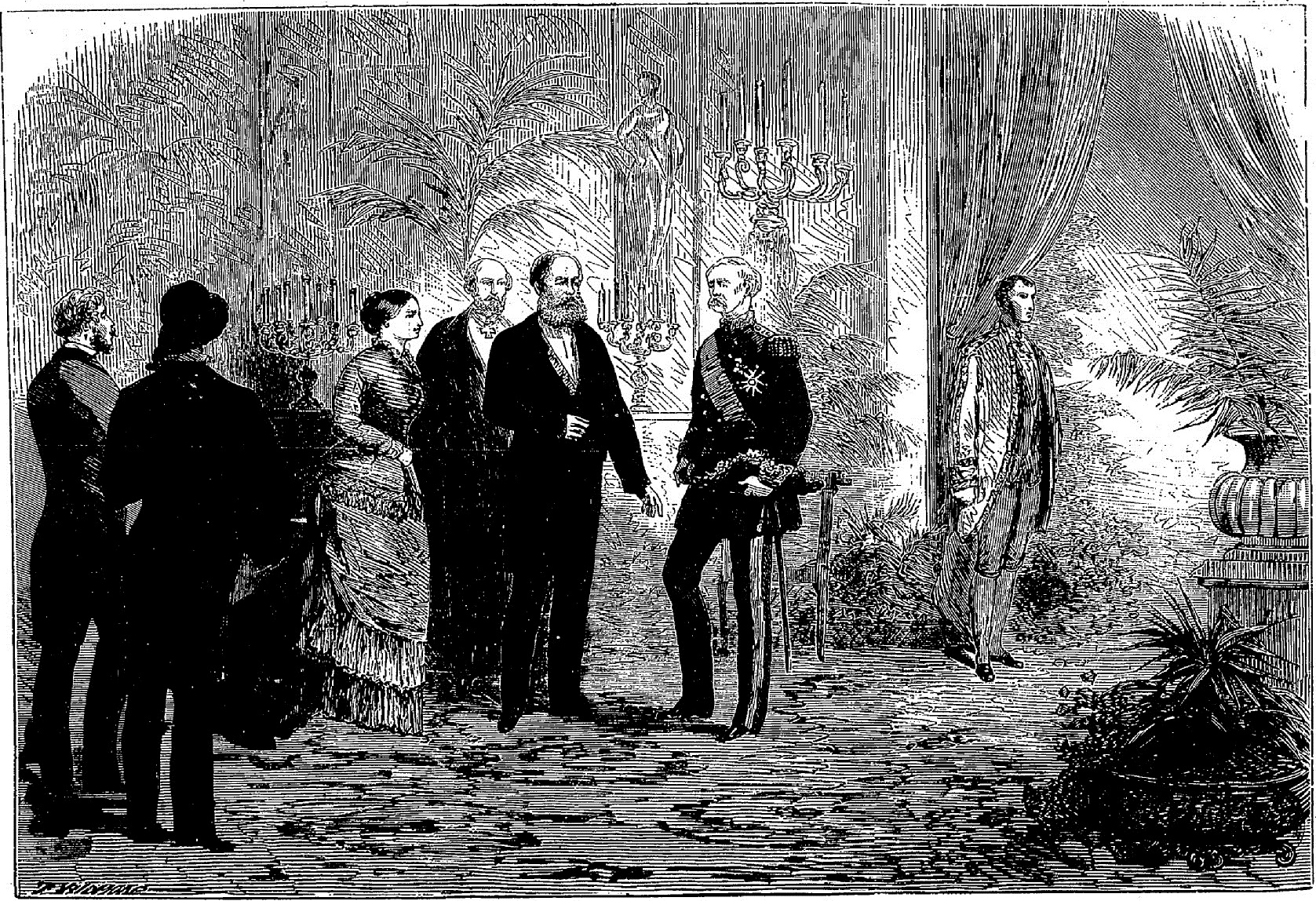
Visite du maréchal-président Mac-Mahon a l'empereur et l'impératrice du Brésil, au Grand-Hôtel (L'Univers illustré : journal hebdomadaire,, 28 avril 1877).

L'hôtel avait d'abord été prévu pour 1 000 chambres, avant de s'arrêter à 800 et 45 salons. Pour la construction du Grand Hôtel, l'architecte Alfred Armand a constitué une équipe d'architectes dirigée par Alphonse-Nicolas Crépinet (1826-1892), qui avait été en lice pour le Grand Prix de 1848. Ce dernier a été, entre 1852 et 1859, inspecteur pour les travaux du Nouveau Louvre construit par Napoléon III. Il participe en 1861 au concours pour le nouvel opéra de Paris, dont il a été l'un des cinq finalistes. Cette équipe assure une planification des différentes opérations de construction.
Pour réduire le temps de construction, on utilise l'éclairage électrique pour travailler la nuit. Pendant que les travaux de maçonnerie sont en cours, on réalise à l'extérieur la préparation des boiseries et des meubles. Les pierres ont été taillées et numérotées pour être acheminées des carrières de Saint-Maximin, près de Chantilly. Les ingénieurs ont dû traiter les problèmes posés par l'humidité du terrain, qui avait été un marécage.
La conception de l'hôtel doit permettre une gestion rationnelle, moderne et efficace. En 1862, le rédacteur de la revue Musée des familles note à son sujet : « La comptabilité formidable est aux portes de l'antre. Tout ce qui entre, tout ce qui part, tout ce qui revient, est inscrit et contrôlé comme dans une gare de chemin de fer ».

### Transformations de l'hôtel
Sous l'impulsion d'Arthur Millon, propriétaire du Pavillon Ledoyen et concessionnaire du café de la Paix qui avait pris le contrôle de l'hôtel en 1901, l'entrée principale est transférée rue Scribe et la cour d'honneur réaménagée en Wintergarden en 1905 par l'architecte Henri-Paul Nénot. On installe dans l'hôtel de nombreuses salles de bains et plusieurs aménagements intérieurs sont revus.
L'hôtel est transformé en 1970 pour faire face à la concurrence des nouveaux hôtels parisiens. On lui donne un style plus fonctionnel.
Puis, à la suite des querelles sur la succession d'André Millon, qui avait hérité de l'empire hôtelier de son père, l'hôtel est vendu en 1972 à un groupe italien puis racheté par la marque hôtelière InterContinental. Cela entraîne une nouvelle transformation de l'hôtel à partir de 1985 pour lui faire retrouver le style Second Empire, d'abord au rez-de-chaussée, puis en 2002, les autres parties. Les 480 chambres et appartements sont décorés sur les thèmes de l'opéra, de la musique et de la danse. Tous les locaux techniques sont rénovés. Les décors d'origine ont été conservés dans les parties inscrites à l'inventaire supplémentaire des monuments historiques.
L'hôtel a été inscrit au titre des monuments historiques par arrêté du 22 août 1975.
Depuis 2008 est organisé chaque année au salon Opéra de l'hôtel le grand Bal impérial. Il s'agit d'une soirée costumée à la mode du Second Empire. Évènement de bienfaisance, elle est consacrée à l'Œuvre des saints-anges, association caritative fondée en 1844 et reconnue d'utilité publique par l'empereur Napoléon III en 1861.
Le 7 août 2014, le groupe hôtelier international InterContinental Hotels Group (IHG) annonce entrer en négociation exclusive pour la vente de l'hôtel au groupe qatari Constellation. L'hôtel est vendu pour la somme de 330 millions d'euros. Le groupe Constellation s’est engagé à investir 60 millions d’euros dans sa rénovation.

## Décoration
Le Grand Hôtel était l'hôtel de la clientèle internationale arrivant par les chemins de fer de l'Ouest, c'est-à-dire la clientèle américaine. Placé près du nouvel opéra, desservi par des rues permettant d'atteindre facilement les gares du Nord et de l'Est, il pouvait aussi recevoir une clientèle venant d'Angleterre et d'Allemagne.
L'hôtel se veut luxueux, permettant à sa clientèle de profiter des dernières inventions permettant le meilleur confort et de paraître dans un environnement de luxe. La conception des chambres va suivre les progrès de la technologie. L'hôtel est un résumé des possibilités de la ville moderne. Des boutiques permettent aux clients d'acheter les derniers produits de la mode et de l'industrie du luxe.
Le plan de l'hôtel sépare en élévation les différentes fonctions de l'hôtel :
- en sous-sol, les fonctions de service,
- au rez-de-chaussée, les fonctions de réception, salle à manger, salons communs, fumoirs et boutiques,
- à l'étage les chambres et les salons privés.

L'entrée principale donnant accès à la cour d'honneur se trouve alors au 12 boulevard des Capucines. Cette cour est protégée par une verrière placée au niveau du quatrième étage permettant aux voyageurs et aux voitures d'être protégés. Le guide Joanne la décrit en 1870 : « une riche colonnade corinthienne règne autour des quatre côtés et rappelle les belles cours des palais d'Italie ». De cette cour, face à l'entrée, on accède à un perron surélevé donnant l'impression au client de pénétrer dans un hôtel particulier. Deux escaliers latéraux et un ascenseur permettent d'accéder aux étages. Dans le prolongement de cet axe d'entrée, on traverse une salle de transition permettant d'accéder à la salle à manger en hémicycle qui était qualifiée au moment de son inauguration comme une œuvre d'art dans sa description du guide Joanne : « ses proportions permettent d'y dresser 600 couverts. Sa forme demi-circulaire, la coupole vitrée qui la domine, sa cheminée artistique, ses nombreuses cariatides, ses attributs multiples, ses lustres étincelants, ses milliers de girandoles étonnent l'esprit et éblouissent le regard ». Cette disposition est aussi suffisamment adaptable pour permettre sa transformation en salle de spectacle.
À l'arrière de cette salle se trouve la cour de service permettant l'éclairage du sous-sol et l'approvisionnement.
Les suites les plus belles donnaient sur l'Opéra, les chambres les plus communes donnent sur les cours. L'hôtel possède 80 pièces communes comprenant des salons, des galeries, une salle à manger et des salles de lecture. Le cabinet de lecture reçoit des journaux de toute l'Europe et d'Amérique.
Les quantités mises en œuvre sont impressionnantes : 18 000 m de tapis, 10 000 m2 de glaces, 40 km de fils électriques pour les sonnettes, 35 000 m2 de parquet, 4 000 becs de gaz, etc.
Le guide Joanne note les décorateurs qui sont intervenus :
- sculpteurs-statuaires : 
  - Joseph Cuvelier,
  - Aimé Millet,
  - Jean-Joseph Perraud (1819-1876),
  - Jean-Paul-Paschal Franceschi (1826-1894),
  - Henri Jean Saint-Ange Chasselat (1813-1880), peintre[10] :
- peintres : 
  - Camille Bernier,
  - Alfred Darvant (1830-1909), sculpteur :
  - Alexis-Joseph Mazerolle :  salon  Napoléon, le plafond.
- sculpteurs-ornemanistes : 
  - Louis Oury[11]
  - Léon Rousseau.

En 1905, Henri-Paul Nénot, Louis-Clément Lacau (père) et André Lacau (fils) modifient l'hôtel et transfèrent l'entrée principale sur la rue Scribe et modifient les dispositions des services et de la cour d'honneur.

## Restaurant et bar
Le café de la Paix
Le café de la Paix a toujours fait partie intégrante du Grand Hôtel, qui devait s'appeler à l’origine « Le Grand Hôtel de la Paix », au centre du quartier du « Nouvel Opéra » aménagé par le préfet Haussmann, mais ce nom a été abandonné pour cause de doublon. Seul son café-restaurant a pu donc conserver l’appellation « de la Paix ».
D’abord lieu de rendez-vous favori des nostalgiques de l’Empire, le Café de la Paix devient, à partir de l’ouverture de l’Opéra, le restaurant en vogue du quartier. Permettant d’observer les boulevards et d'être vu, il attire artistes, écrivains, journalistes, gens de théâtre, d’opéra et de finance, français et étrangers de passage.
À partir de septembre 1897, la concession du café de la paix est cédée à Arthur Millon, déjà propriétaire du Ledoyen et du restaurant Weber rue Royale, qui finira par prendre le contrôle du Grand-Hôtel puis du Meurice, avant de participer à la fondation de la rue Édouard-VII.
Café et hôtels seront légués à son fils André puis vendus en 1972 à la suite du décès de la veuve.
Oscar Wilde, un habitué de la terrasse du café de la Paix, raconte avoir été témoin durant l'été 1898 d’un étrange phénomène ; la chaussée a été arrosée et une buée légère s’élève du sol. Soudain, il voit apparaître dans cette vapeur, au beau milieu de la place, un ange d’or qui grandit. Une certaine émotion s’ensuit, des femmes s’évanouissent, des tables sont même renversées. Un miracle ? Non, c’est le personnage allégorique et doré juché au sommet de l’Opéra qui renvoie en fait les rayons du soleil vers l’écran de buée, et c’est son image qui flotte au milieu de la place[réf. nécessaire].
En 1914, au début de la Première Guerre mondiale, les taxis de la Marne, en route pour le front, défilent devant l’établissement. Le 11 novembre 1918, lors des célébrations de la victoire, Clemenceau s’installe à l’étage pour admirer le défilé des troupes passant sous ses fenêtres, ainsi que la cantatrice Marthe Chenal qui, drapée du drapeau tricolore, chante La Marseillaise en haut des marches de l'opéra.

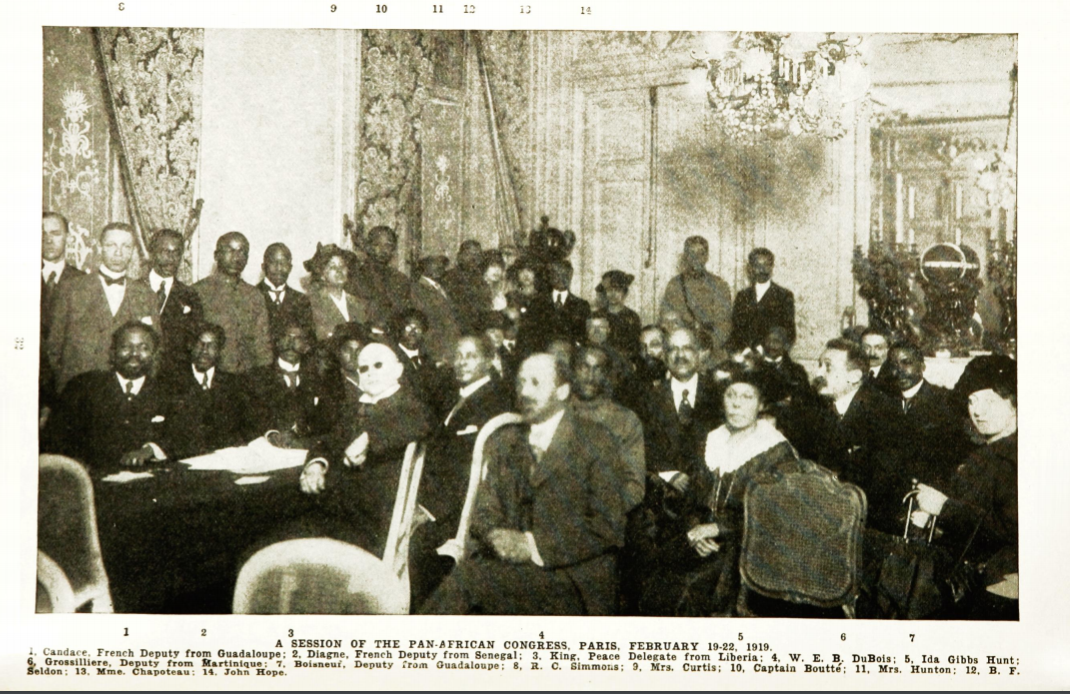
Congrès panafricain de Paris, du 19 au 22 février 1919.

En février 1919 s'y tient un Congrès panafricain, organisé par Blaise Diagne et W. E. B. Du Bois, soutenu par Georges Clemenceau, dans le contexte de la conférence de paix suivant la Grande Guerre.
En 1938, la direction du café de la Paix crée la chaîne des « Pam Pam », restaurants inspirés de modèles américains et caractérisés par la rapidité du service et la modicité des prix. Un Pam Pam s’ouvre sur les Champs-Élysées, et un autre à l’emplacement du bar Opéra, sur l'aile Auber. D'autres ouvriront à Madrid et boulevard Saint-Michel. Bénéficiant d’un phénomène de mode, ces premiers essais parisiens de restauration rapide sont extrêmement rentables jusqu’aux années 1970.
En 1939, pour la première fois de son histoire, le café de la Paix ferme ses portes, le jour de la déclaration de guerre.
Le 25 août 1944, lors des combats de la Libération, une grenade incendiaire allemande provoque un début d’incendie, vite éteint par les maîtres d’hôtel armés de leur siphon.
En novembre 1948, le restaurant prête son cadre au tournage de This is Paris, première émission télévisée transmise en direct de France aux États-Unis, avec Yves Montand, Maurice Chevalier et Henri Salvador.
Pendant les années 1950, Marlene Dietrich crée au café de la Paix de tels embouteillages[pas clair] que les serveurs sont obligés d'emprunter un itinéraire spécial entre les cuisines, les comptoirs et les salles.
En 1976, le journaliste de télévision Léon Zitrone décide d’y fêter son jubilé professionnel. Il adresse à tous ses amis et relations de magnifiques cartons d’invitation. Le M.L.F. (Mouvement loufoque français) animé par l’humoriste Pierre Dac et ses amis décident de lui jouer un tour en faisant imprimer de fausses invitations, qu’ils adressent à toutes les concierges du 19e arrondissement, à des troupes de cirque et à des sociétés d’accordéonistes. Le jour de la fête, tout ce petit monde se présente avec son carton.
En 1982, la Comédie-Française fête au café de la Paix le 300e anniversaire de sa création par Molière, lors d’un somptueux dîner auquel participe toute la troupe, dont Jean Piat, Sophie Desmarets, Jean Le Poulain, Michel Duchaussoy, Annie Ducaux, Georges Descrières, et des amis de l’illustre compagnie, tels Bernard Blier et José Artur.
En 1989, on y célèbre le bicentenaire de la Révolution française, avec une exposition de scènes de la Révolution aménagées dans les vitrines en coopération avec le musée Grévin, et la présentation à la presse du buste de la Marianne du Centenaire,
En l’an 2000, le café de la Paix reçoit le premier prix du Patrimoine organisé par la mairie de Paris pour l’ensemble des cafés, restaurants et cabarets de la capitale.
En 2003, le café de la Paix est intégralement rénové, sous la supervision des Bâtiments de France. L’ancien décor de jardin et ses cloisonnements disparaissent pour faire place à des perspectives plus aérées et claires qui lui restituent son ambiance et ses volumes d’origine.

## Films tournés dans l'hôtel
- Le Jouet, de Francis Veber (1976)
- Frantic de Roman Polanski (1988)
- Arsène Lupin de Jean-Paul Salomé (2004)
- Tu seras mon fils (2011)
- Mais qui a retué Pamela Rose ?, de Kad Merad et Olivier Baroux (2012)